# هنری پرسی، دومین ارل نورث‌آمبرلند
هنری پرسی، دومین ارل نورث‌آمبرلند (انگلیسی: Henry Percy, 2nd Earl of Northumberland; ۳ فوریهٔ ۱۳۹۳ – ۲۲ مهٔ ۱۴۵۵) یک اشراف‌زاده انگلیسی و فرمانده نظامی در جنگ‌های مشهور به جنگ رزها بود، او فرزند هنری (هاتسپر) پرسی، و نوه هنری پرسی، نخستین ارل نورث‌آمبرلند بود، پدر و پدربزرگ وی در شورش‌های مختلفی علیه هنری چهارم از ۱۴۰۳ تا ۱۴۰۸ مشارکت داشتند و به ترتیب تاریخ ذکر شده کشته شدند و هنری جوان دوران تبعید خودش را در اسکاتلند گذراند، تنها پس از مرگ هنری چهارم در سال ۱۴۱۳ بود که بخت و اقبال به وی رو کرد و در سال ۱۴۱۶ به عنوان نخستین ارل نورث‌آمبرلند برگزیده شد.